# Хронология мостостроения в Санкт-Петербурге

## XVIII век

### 1716 год
- Построен Аничков мост в Санкт-Петербурге[1]

### 1752 год
- Построен Аларчин мост в Санкт-Петербурге[2]

### 1783 год
- Аларчин мост в Санкт-Петербурге закрыт на перестройку после 31 года эксплуатации[2].

### 1785 год
- Новый Аларчин мост в Санкт-Петербурге открыт на старом месте после перестройки. Он выполнен по типовому проекту Пикалова моста[2].

## XIX век

### 1808 год
- Началось строительство Александровского моста в Санкт-Петербурге по типовому проекту В. Гесте[3].

### 1814 год
- Построен Александровский мост в Санкт-Петербурге по типовому проекту В. Гесте[3].

### 1840 год
- Ремонт разводного пролёта Аларчина моста в Санкт-Петербурге[2].

### 1893 год
- Родился выдающийся архитектор-реставратор А. Л. Ротач[4].

## XX век

### 1903 год
- Родился выдающийся мостостроитель Л. А. Носков[3].

### 1906 год
- Аларчин мост в Санкт-Петербурге закрыт на реконструкцию[2].
- Построен Английский мост в Санкт-Петербурге[5].

### 1908 год
- Аларчин мост в Санкт-Петербурге открыт после перестройки. При сохранении рисунка моста применены новые материалы и использованы новые конструктивные схемы. Проект выполнил архитектор А. И. Зазерский. Работы проводили инженеры В. А. Берс, А. П. Пшеницкий и А. П. Становой. Мост расширен с 10 до 15,8 метров на старых опорах[2].

### 1921 год
- Родился выдающийся мостостроитель В. С. Васильковский[6].

### 1930 год
- Построен деревянный Алмазный мост в Санкт-Петербурге[7].

### 1949 год
- Александровский мост в Санкт-Петербурге был реконструирован[3].

### 1953 год
- На Аларчином мосте в Санкт-Петербурге были проведены ремонтные работы по проекту А. Л. Ротача. Мост простоял 45 лет без капитального ремонта[2].

### 1959 год
- На Аларчином мосте в Санкт-Петербурге была выполнена вторая часть ремонтных работ по проекту А. Л. Ротача. У моста восстановлены гранитные обелиски с фонарями[2].
- Подведены итоги конкурса на проект моста Александра Невского в Санкт-Петербурге. Победителями стал коллектив авторов: главный инженер А. С. Евдонин, инженеры К. П. Колчкова и Г. М. Степанова, архитекторы — А. В. Жук, Ю. И. Синица[8].

### 1962 год
- Закрыт на перестройку Английский мост в Санкт-Петербурге[9].

### 1963 год
- Открыт Английский мост в Санкт-Петербурге. Авторами проекта стали инженер А. А. Керликов и архитекторы П. А. Арешев и В. С. Васильковский[9].

### 1965 год
- 15 мая дано название построенному мосту Александра Невского в Санкт-Петербурге[8].
- 1 ноября испытан мост Александра Невского в Санкт-Петербурге[8].
- 5 ноября мост Александра Невского в Санкт-Петербурге сдан в эксплуатацию[8].
- Открыт перестроенный Алмазный мост в Санкт-Петербурге. Он построен по проекту инженера А. А. Куликова и архитектора Л. А. Носкова[7]

### 1970 год
- В связи с засыпкой Введенского канала разобран Александровский мост в Санкт-Петербурге, который проработал 156 лет без капитального ремонта[3].

### 1972 год
- Скончался выдающийся мостостроитель Л. А. Носков[3].

### 1973 год
- Декоративные фонари с разобранного Александровского моста в Санкт-Петербурге были установлены на Подьяческом мосту[3].

### 1990 год
- Скончался выдающийся архитектор-реставратор А. Л. Ротач[4].

## XXI век

### 2000 год
- 10 декабря закрыт на ремонт Мост Александра Невского, который проработал 35 лет[8].

### 2001 год
- апрель открыт Мост Александра Невского, который был отремонтирован по проекту ЗАО «Институт „Стройпроект“». Авторами проекта были инженеры Т. Ю. Кузнецова, А. Г. Злотников, Ю. Ю. Крылов[10] при участии инженера А. А. Журдина. Руководителем проекта был инженер В. Г. Павлов[8].

### 2004 год
- На Аларчином мосте в Санкт-Петербурге были выполнены ремонтные работы по восстановлению внешнего вида фонарей.